# چیارخاکه
چیارخاکه (به اسپانیایی: Chiarjaque) یک کوه در پرو است. چیارخاکه ۵٬۳۰۰ متر بالاتر از سطح دریا واقع شده‌است.